# La Resistencia (serie de conciertos)
La Resistencia fue un tour realizado por el rapero Redimi2, el cual anunció en 2019 en su sencillo «La Praxis Freestyle», dando detalles de que comprendería de cuatro presentaciones repartidas entre Puerto Rico, Argentina, México y Colombia. Cada evento contó con la participación de diversas personalidades, variando entre cada país. El 31 de mayo de 2021, anunció que haría un concierto en Estados Unidos, titulado La Resistencia USA.

## Promoción
La primera vez que se oyó a Redimi2 hablando de resistencia, fue para la Convención Internacional Liderazgo Juvenil 2012 organizada por Lucas Leys en la ciudad de Orlando en el mes de octubre, para la canción oficial del evento, en colaboración con Coalo Zamorano. Sin embargo, sería en 2019 cuando tomaría fuerzas nuevamente la idea, cuando en su canción «La Praxis Freestyle», anunció que haría un tour bajo este nombre en diversos países de Latinoamérica. Para algunos eventos, utilizó otras nuevas canciones, como el caso de La Resistencia PR, con el sencillo del mismo nombre en colaboración con nuevos talentos de Puerto Rico, como Eliud L'Voices, Indiomar, Gabriel Rodríguez EMC, Practiko, Harold Velásquez y CSHALOM.

## Eventos por país

### La Resistencia Argentina
Redimi2 llegaba por primera vez al Stadium Luna Park, el día 9 de agosto de 2019 con un show totalmente en vivo.
Abrió el espectáculo Niko Evans, con un mini show de Stand Up, y además ofició como presentador para avivar la previa. Siguió el joven cantante Nico Domini, quien expresó la emoción de estar presente en el evento y dedicó unas palabras sobre los sueños a cumplirse.
El espectáculo de La Resistencia propuesto por el rapero dominicano Redimi2, arrancó con la banda tocando en vivo, mientras Redimi2 pronunciaba, cada vez más con más intensidad, la palabra resistencia, sumado a una parte rapeada, y luego dio paso a la primera canción. Cuando interpretó «La Praxis», al final invitó al rapero argentino Dozer y dejó que interpretara algún Freestyle, en el mismo escenario que anteriormente fue campeón de la Batalla de Gallos. Estrenó la canción “Argentina”, que compuso en su estadía en el país, expresando en su letra el amor por la celeste y blanca.

### La Resistencia PR
El cantante Redimi2 llevó a cabo el concierto en el Coliseo José Miguel Agrelot el 6 de octubre de 2019. A las 5:30 de la tarde comenzó la actividad con la participación del comediante Reinaldo Cintrón con su personaje de Narso en el cual desató un mar de risas en el público. A las 5:46 pm, iniciaba la parte de Willy González que desde que arrancó el concierto mantuvo al público eufórico y con gritos y aplausos. Entre el repertorio de canciones estuvieron «Ofensivo y Escandaloso», «Pao Pao Pao», «Bonita», «Yo no canto basura», entre muchas más.
Entre los invitados que tuvo en el concierto, estuvieron Blanca Callahan, Iván Rodríguez del dúo Iván & Ab, Alex Zurdo, Funky, El Leo Pa', Jaime Barceló, Manny Montes, entre muchos más. Uno de los momentos más eufóricos de la noche fue cuando interpretaron el sencillo «La Resistencia PR», y también cuando se presentó en tarima el cantante Alejandro, más conocido como Almighty. Cantaron juntos la canción «Filipenses 1:6», dónde al final de la canción Redimi2 le dio un mensaje al cantante de que no se rindiera y que no lo iban a dejar volver atrás.

### La Resistencia MX
En la edición llevada a cabo en México, el 21 de diciembre de 2019 en la Arena México Redimi2 compartió escenario con Natan el Profeta, El Phillipe, Robert Green, integrante del Grupo Barak, Rubinsky RBK, por parte de México, Marto y Ray Alonso, considerados como pioneros del rap cristiano, sumado a los nuevos talentos Apóstoles del Rap, de Argentina, Juan de Montreal y como invitado especial, el conferencista mexicano Daniel Habif. En este concierto, el rapero dominicano elogió a cada uno de los artistas y aplaudió el verso escrito e interpretado por Cris en la versión de «La Praxis», la cual es la versión más vista en YouTube con más de 10 millones de reproducciones.

### La Resistencia Bogotá
Si bien, este evento fue anunciado al igual que los demás en «La Praxis», fue el único que no se llevó a cabo en el dicho país. Las fechas estipuladas ya eran para 2020, mismo año que se declaró la pandemia de COVID-19, lo que conllevó a cancelar muchos eventos en el mundo, incluido este.

### La Resistencia Mundial
Debido a la cancelación del evento en Colombia y en otras ciudades, Willy habló con algunos de sus colaboradores y organizaron el evento para presentarse en línea, el cual titularon La Resistencia Mundial. Este evento fue grabado y transmitido en directo desde República Dominicana el día 30 de octubre de 2020, totalmente gratis, gracias a las donación voluntarias. Con las mismas se cubrió toda la producción de dicho evento y se ayudó a dar alimentos a más de 5 instituciones en diferentes partes de Latinoamérica. En el evento se presentó un repertorio conocido del artista, y contó con la participación de Almighty, Iván Rodríguez y Samantha, su hija.

### La Resistencia Tour USA
La Resistencia en Estados Unidos fue anunciado a finales de mayo de 2021, para realizarse en Jacksonville el 24 de septiembre de 2021. Continuó la gira en Miami al día siguiente. Días posteriores anunció que lanzará un nuevo álbum, el cual se titula Momentum, revelando las 12 canciones que lo componen en sus redes sociales e informando que la fecha para que este disco esté disponible en las plataformas digitales será el 29 de octubre de 2021, mismo día que se presentará en Miami, mientras, prepara su próximo concierto para el 10 de octubre en Atlanta.